# NGC 4011
NGC 4011 ist eine Linsenförmige Galaxie vom Hubble-Typ S0 im Sternbild Löwe auf der Ekliptik. Sie ist schätzungsweise 188 Millionen Lichtjahre von der Milchstraße entfernt und hat einen Durchmesser von etwa 25.000 Lichtjahren.

Im selben Himmelsareal befinden sich u. a. die Galaxien NGC 3999, NGC 4000, NGC 4005, NGC 4015.
Das Objekt wurde am 26. April 1878 von Johan Dreyer entdeckt.